# Beffa Negrini

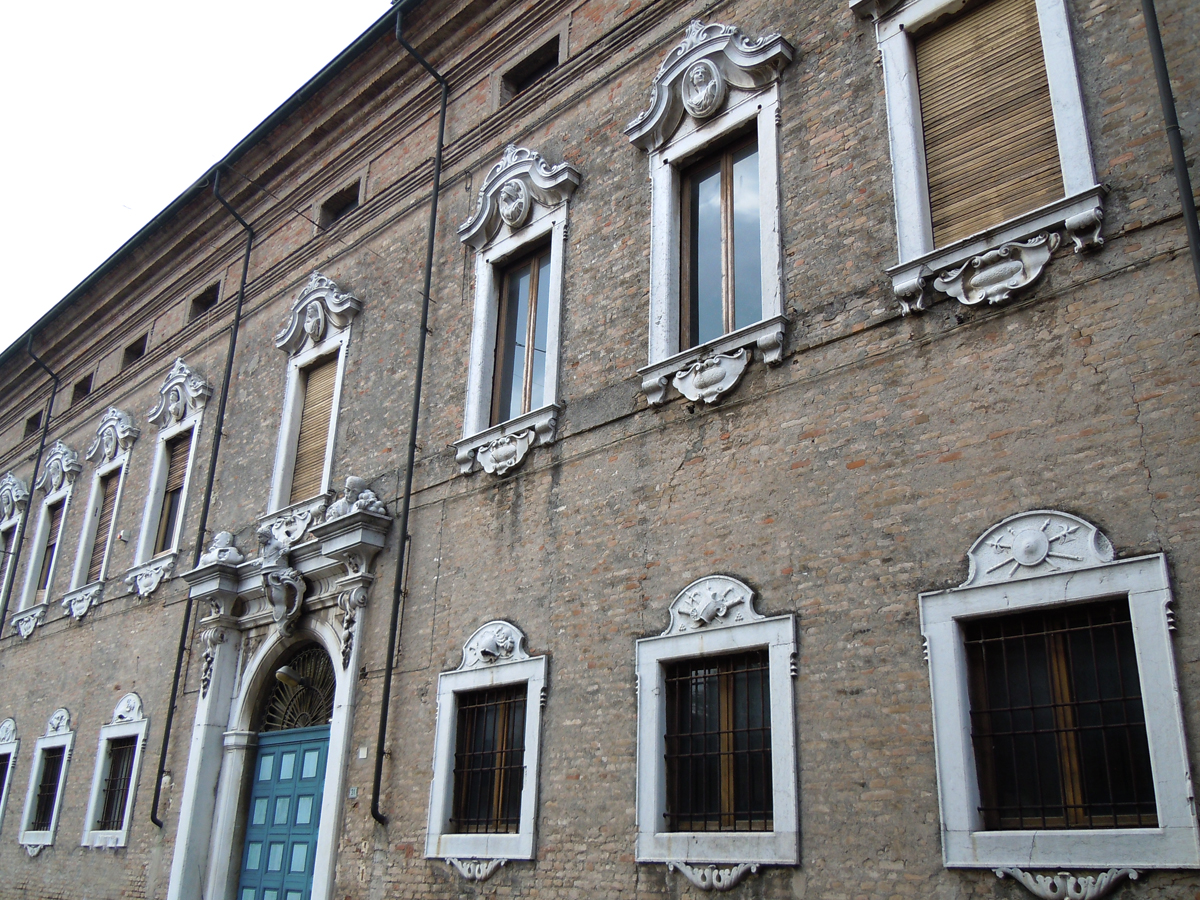
Asola, Palazzo Beffa Negrini

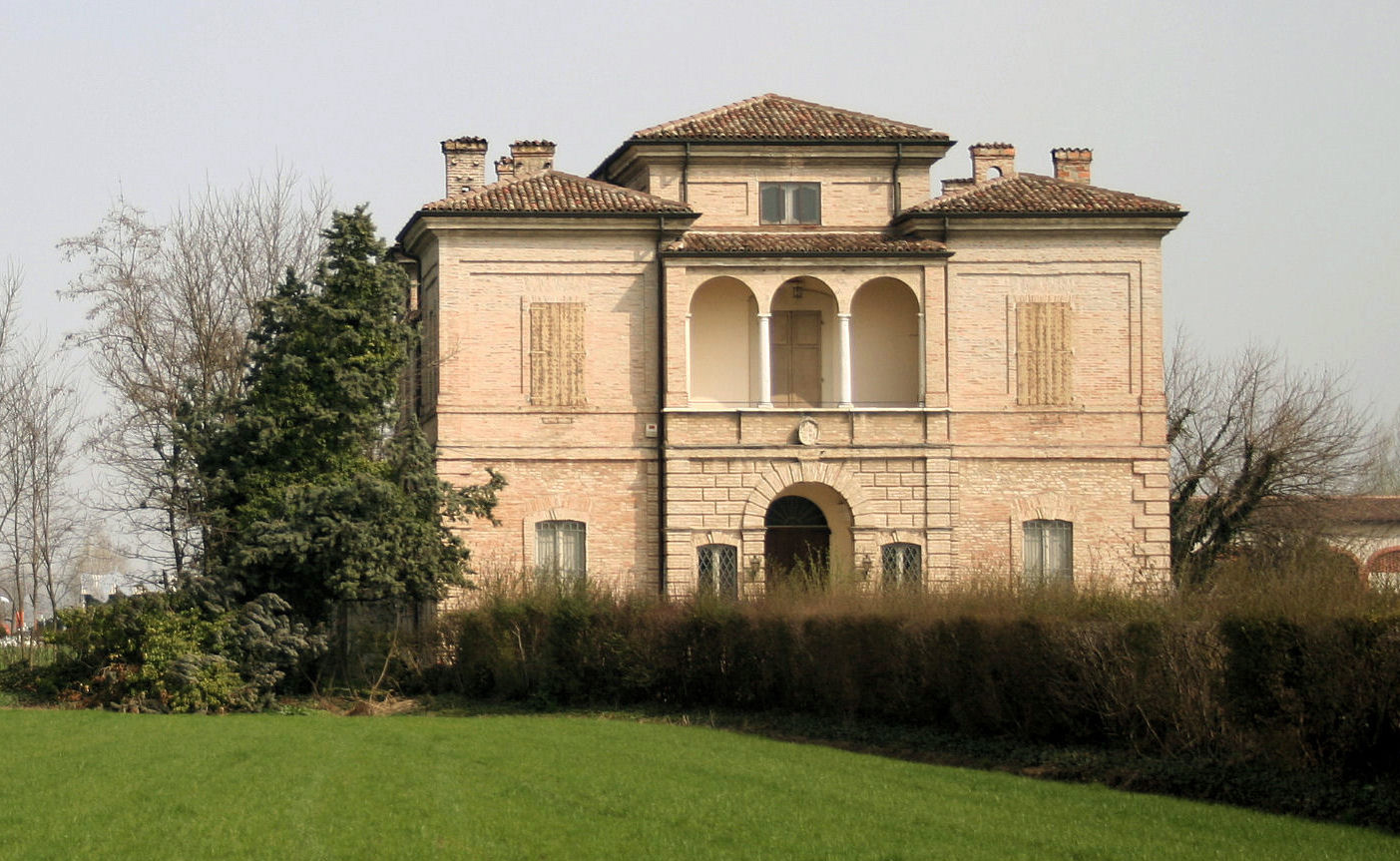
Castel Goffredo, Villa Beffa

La famiglia Beffa Negrini è un'antica nobile famiglia mantovana risalente al XVI secolo, dalla quale uscirono letterati e militari, che acquisì il titolo comitale nel 1565 dal duca di Mantova Guglielmo Gonzaga. La casata fu più volte al servizio dei Gonzaga. 

## Storia e personalità illustri
Originari forse di Asola, in provincia di Mantova, ebbero nel medioevo la signoria feudale su Maguzzano di Lonato del Garda per ben 338 anni. Su tale feudo godettero del titolo comitale ab antiquo.
I membri più illustri della famiglia furono:
- Oliviero Beffa Negrini (?-1575 circa), poeta[5]
- Ascanio Beffa Negrini (1526-1576), religioso
- Antonio Beffa Negrini (1532-1602), scrittore e storico
- Settimio Beffa Negrini (XVI secolo), poeta e figlio di Antonio
- Luigi Beffa Negrini (XVI secolo), poeta e storico
- Agostino Beffa Negrini (XVIII secolo), giureconsulto e letterato
- Giovanni Beffa Negrini (XVIII secolo), filosofo e scrittore
- Antonio Beffa Negrini (1782-1839), militare, cavaliere dell'Ordine della Corona ferrea e membro della Legion d'onore[6]
- Francesco Beffa Negrini (1788-1862), militare, scrittore e mineralogista[7]

## Possedimenti
- Palazzo Beffa Negrini ad Asola.[8] Fu per secoli residenza della famiglia, la costruzione è attribuita a Nicolò Sebregondi, architetto di corte Gonzaga durante il XVII secolo e artefice della celebre Villa La Favorita di Porto Mantovano.[9]
- Villa Beffa a Castel Goffredo[10]